# Рудник Нгвеня

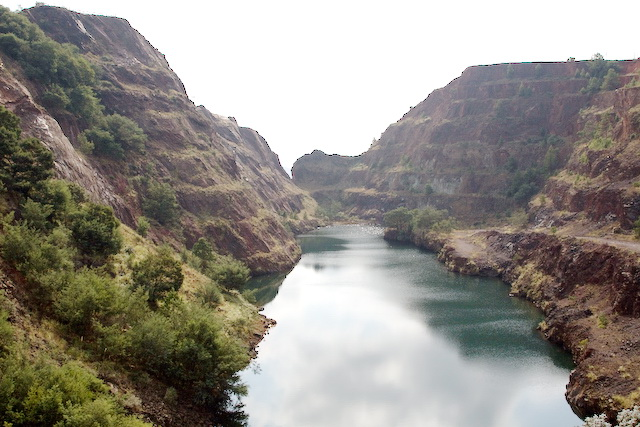
Рудник Нгвеня

Рудник Нгвеня (англ. Ngwenya Mine) — рудник, расположенный северо-западнее Мбабане — столицы Королевства Эсватини, вблизи от северо-западной границы страны. Этот рудник считается самым старым в мире. Руда, содержащая гематит, добывалась здесь ещё в «среднем каменном веке Африки». В это время из неё получали красную охру. Позднее руду добывали для выплавки железа и на экспорт. Название рудника на языке свати значит «крокодил».

## История рудника
Во время археологических раскопок в конце 1960-х — начале 1970-х годов были сделаны находки, относящиеся к каменному веку. Их возраст, установленный радиоуглеродным методом, более 20 тысяч лет. Позднее было установлено, что самые старые из них имеют возраст от 41 до 43 тысяч лет. Эти данные позволяют считать рудник Нгвеня самым старым в мире
. Древние люди использовали красную охру в косметических и ритуальных целях.
Красная охра использовалась предками бушменов в наскальных рисунках, которые многочисленны в стране. Примерно за 400 лет до н. э. с севера пришли скотоводческие племена банту. Они умели выплавлять железо из руды и торговали изделиями из него по всему югу Африки.

## Современное состояние рудника
В середине XIX века на руднике было разведано месторождение красного железняка, с содержанием железа в руде до 60 %. Свазилендская компания SIODC, принадлежащая Англо-Американской Корпорации, начала добычу руды в 1964 году. Крупнейшими потребителями стали японские компании, заключившие десятилетний контракт. С 1964 по 1977 года добыча велась открытым способом. Была проложена железнодорожная линия, связавшая рудник с Мозамбикской железнодорожной системой, что облегчило транспортировку руды. По оценкам, на руднике добыто 20 миллионов тонн железной руды. Также в этом руднике добывают золото и серебро.